# جيرهارد شيلر (دراج)
جيرهارد شيلر (بالألمانية: Gerhard Scheller)‏ هو دراج ألماني، ولد في 19 أكتوبر 1958 في نورنبرغ في ألمانيا.

## وصلات خارجية
- جيرهارد شيلر على موقع أرشيف الدراجات (الإنجليزية)
- جيرهارد شيلر على موقع أوليمبيديا (الإنجليزية)